# William Walcher
William Walcher (... – Gateshead, 14 maggio 1080) talvolta chiamato anche Walchere o Walker fu il primo Vescovo di Durham di origini non inglesi e venne nominato vescovo nel 1071 circa per volere di Guglielmo I d'Inghilterra a seguito dell'Harrying of the North. Venne assassinato nel 1080 e la sua morte indusse il sovrano a compiere una serie di rappresaglie nella Northumbria saccheggiandola nuovamente.

## Il vescovo-conte
Delle origini di William Walcher non si sa nulla se non che era un chierico secolare proveniente dalla Lotaringia e più precisamente dalla città di Liegi. Nel 1071 circa venne chiamato in Inghilterra da Guglielmo il Conquistatore perché assumesse l'incarico di Vescovo di Durham consacrazione che dovette avvenire attorno al 3 aprile dello stesso anno.
Nei primi tempi del suo mandato William intrattenne rapporti estremamente amichevoli con il conte locale, Waltheof, conte di Northumbria, tanto che questi sedeva insieme a lui quando William presiedeva i sinodi.
Tuttavia nel 1075 Waltheof si ribellò a Guglielmo che lo privò del contado che venne quindi acquistato da William che pianificò di introdurre i monaci nel capitolo della cattedrale e fu ricordato come uomo che promosse il monachesimo nella propria diocesi.
In particolare si ricorda che egli patrocinò un monaco a nome Aldwine che provò a riportare i monaci presso la città di Whitby e alla fine il gruppo da lui guidato trovò casa presso Durham sotto l'egida del successore di William, William de Saint-Calais. Lo storico medievale Simeone di Durham afferma che William cominciò la costruzione di una serie di edifici per i monaci a Durham come parte del suo piano per introdurli nella città.
Uno dei consiglieri di William fu Ligulf di Lumley, uomo che per nascita era legato all'antica nobiltà di Northumbria e che era convolato a nozze con una delle figlie di Ealdred, Earl di Bernicia e la sua presenza nel consiglio garantiva a William un prezioso collegamento con la nobiltà locale.
Nel 1079 gli scozzesi invasero le sue terre e William fu incapace o scelse volontariamente di non opporvisi in maniera efficace, sotto la guida di Malcolm III di Scozia l'esercito locale poté razziare la Northumbria indisturbato per circa tre settimane prima di tornare in patria con schiavi e bottini di varia natura.
Ligulf fu estremamente critico contro la condotta William tanto che una disputa nacque fra lui e due dei paggi al servizio del vescovo, il suo cappellano e uno dei suoi parenti, tale Gilbert allora al suo servizio.
Questi decise quindi di attaccare la residenza di Ligulf nel mezzo della notte finendo per uccidere lui e molti membri della casa.
Gli abitanti del luogo non presero bene la morte di uno dei loro maggiori nobili, e la minaccia di una rivolta divenne concreta; con l'intento di calmare le acque William accettò di recarsi da Durham fino a Gateshead, dove avrebbe dovuto incontrarsi con uno dei parenti di Ligulf, portando con sé circa cento uomini per assicurarsi una certa sicurezza. Giunto a destinazione si incontrò con Eadulf Rus, che gli presentò una mozione contenente diverse accuse; William la rigettò e alla fine i northumbriani attaccarono il contingente normanno del vescovo. Egli, insieme ai propri uomini, cercò rifugio presso una chiesa nei dintorni, ma i nobili la diedero alle fiamme e coloro che riuscirono a uscire, fra cui lo stesso William, vennero prontamente uccisi il 14 maggio del 1080.

## Le conseguenze della morte
William fu sicuramente un uomo di fede, ma dotato di scarse abilità di comando tanto che secondo Simeone di Durham i suoi soldati potevano occasionalmente saccheggiare e uccidere gli abitanti dei villaggi senza incorrere in punizioni. Dal punto di vista vescovile William era considerato un uomo erudito e sinceramente pio, un uomo onesto che cercò di portare avanti i propri compiti clericali.
Alla sua morte i ribelli attaccarono il suo castello di Durham per quattro giorni prima di tornare alle loro case, l'omicidio di un vescovo nominato dal sovrano fece infuriare Guglielmo che spedì il fratellastro Oddone di Bayeux perché saccheggiasse la zona. Molti dei nobili locali furono costretti a fuggire in esilio e il potere della nobiltà anglo-sassone in Northumbria si spezzò definitivamente.

## Genealogia episcopale
La genealogia episcopale è:
- Arcivescovo Robert di Jumièges
- Vescovo Guglielmo il Normanno
- Arcivescovo Lanfranco di Canterbury
- Arcivescovo Tommaso di York
- Vescovo William Walcher